# Ford Dagenham

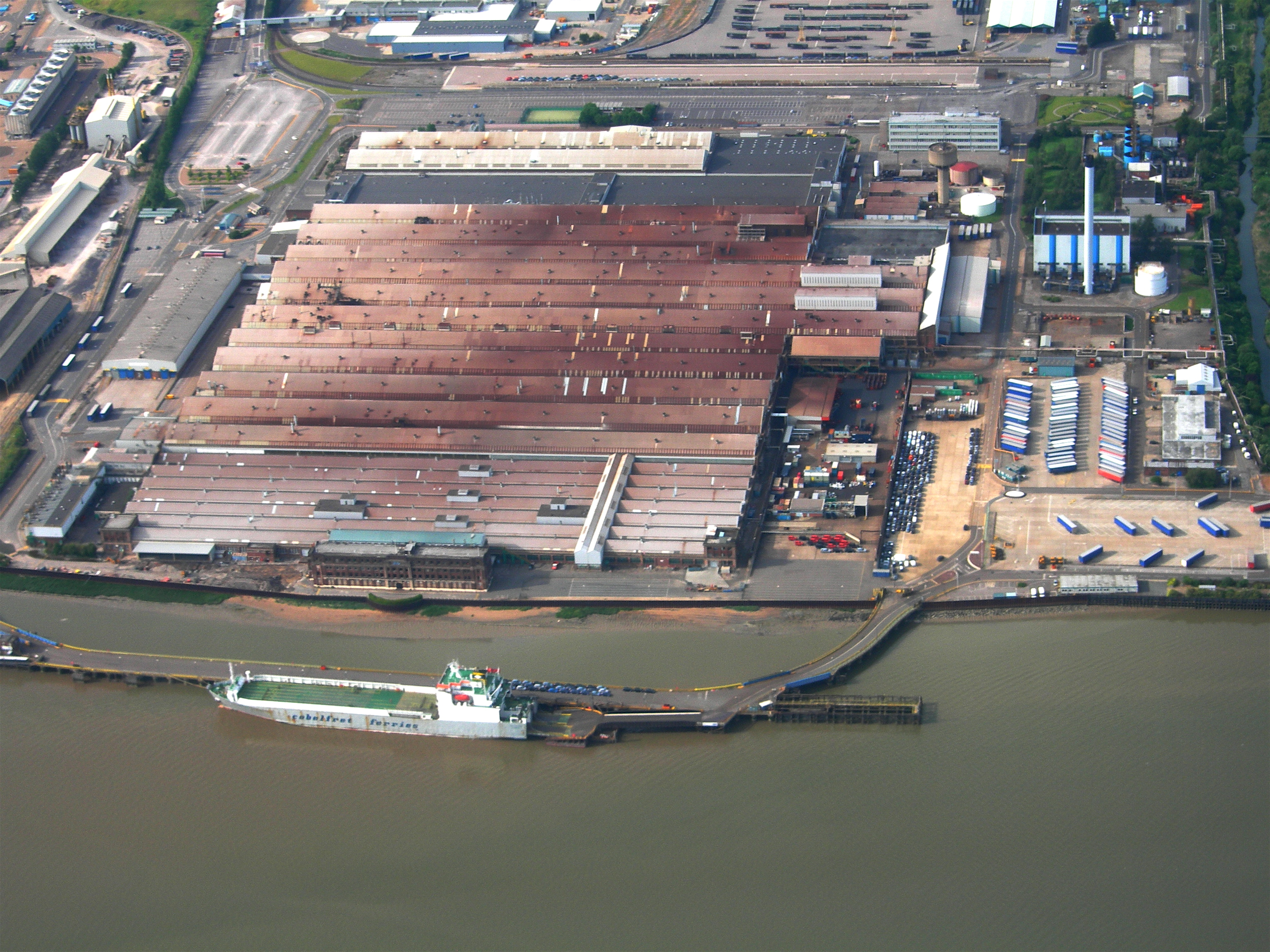
Ford Dagenham

Ford Dagenham is een grote motoren- en assemblagefabriek van de Amerikaanse autobouwer Ford. De fabriek staat in Dagenham in het Verenigd Koninkrijk. De fabriek werd geopend in 1931 en heeft in zijn bestaan meer dan 10 miljoen auto's en 37 miljoen motoren geproduceerd. De werkgelegenheid in de fabriek bereikte een piek in 1953 toen er zo'n 40.000 mensen aan de slag waren. De fabriek beslaat 475 hectare. De autoproductie is gestopt in 2002 maar de motorenafdeling bestaat nog steeds. Die afdeling produceert 1.050.000 motoren per jaar, waarmee het de grootste producent van Ford-motoren wereldwijd is. In oktober 2012 werd aangekondigd dat in 2013 1.000 van de 4.000 banen zouden sneuvelen.

## Geschiedenis tot 1945
Er werden plannen gemaakt voor de Dagenham assemblagefabriek in 1920, een tijd waarin vrachtauto's klein waren en het wegennet weinig ontwikkeld was. Op 17 mei 1929 werden die plannen werkelijkheid. De bouw van de fabriek duurde 28 maanden en voor de bouw van de fabriek werden zo'n 22.000 betonpalen gebruikt. In 1939 werd het eerste voertuig in de fabriek geproduceerd, een lichte vrachtwagen: de Ford AA.

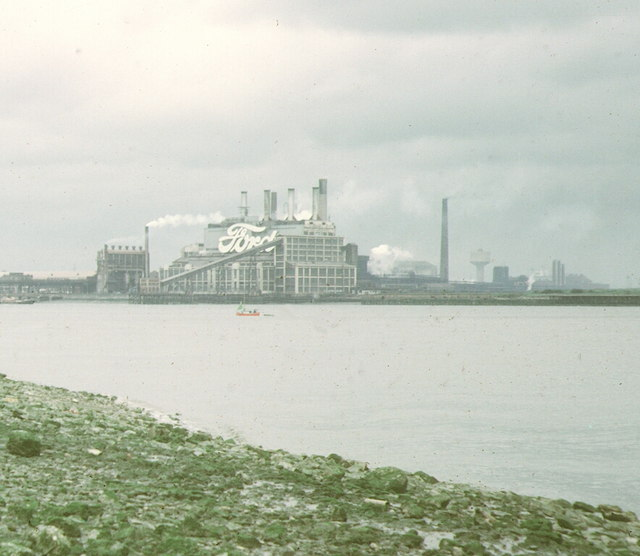
Ford Dagenham 1973 met op dat moment de grootste lichtreclame ter wereld

## Geschiedenis vanaf 1945
Na de Tweede Wereldoorlog begon Ford de toon te zetten voor de Britse auto-industrie en al snel kreeg de fabriek zijn eigen modellen: de Ford Zephyr en de Ford Cortina. In de jaren 50 werd er flink uitgebreid: een herontwikkelingsplan ter waarde van 75 miljoen pond. Het plan werd voltooid in 1959, en betekende een verdubbeling van de capaciteit. 
In 1960 begon Ford eindelijk haar concurrerende Britse en Duitse dochterondernemingen samen te voegen en uiteindelijk volgde de oprichting van Ford Europa in 1967. In de jaren 1960 deden verschillende Europese auto-fabrikanten, waaronder Ford, investeringen in nieuwe fabrieken op nieuwe locaties.

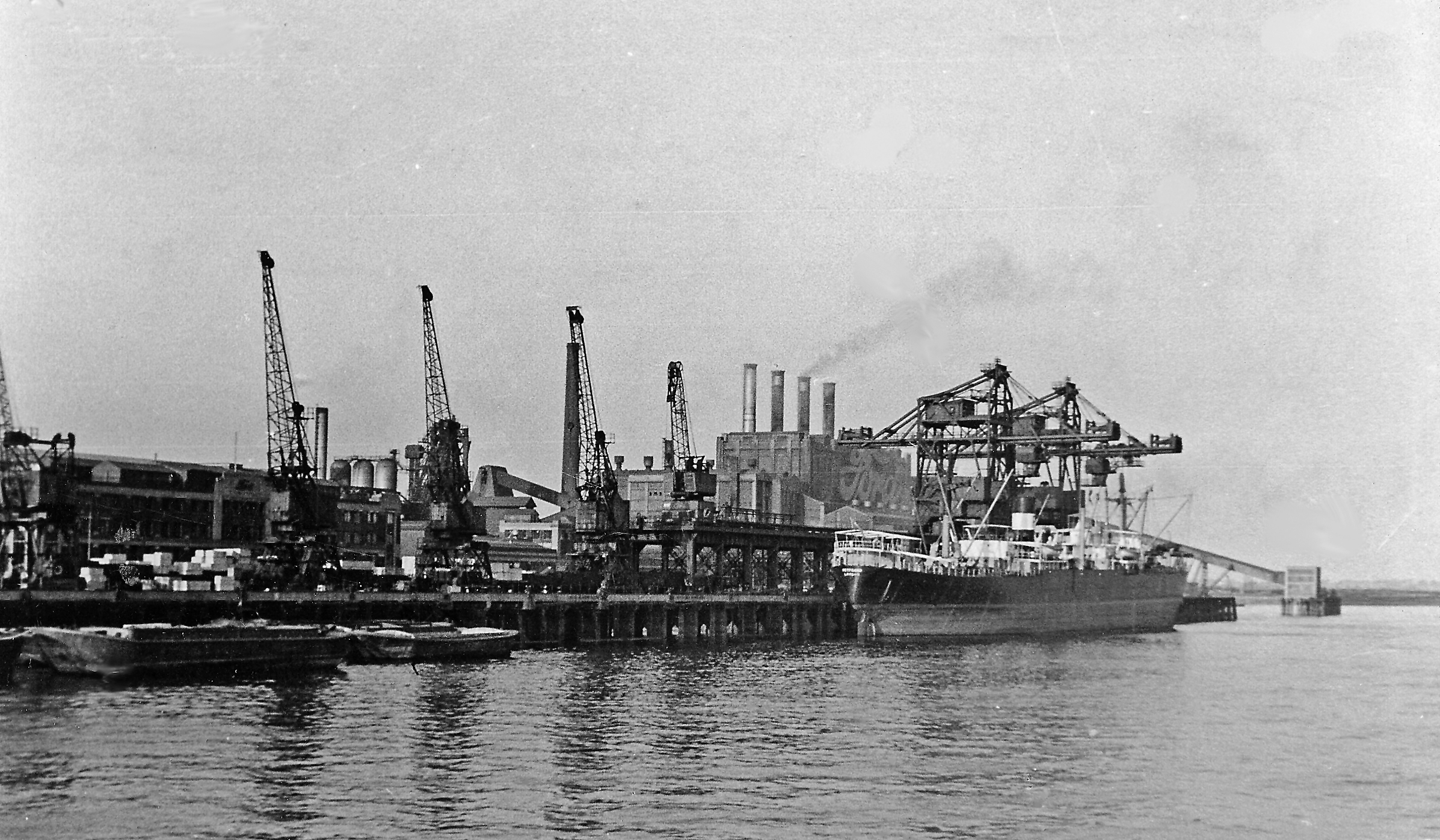
De dokken aan de Theems bij Dagenham assembly in 1953

## 2000 tot heden
In 2000 was het enige model dat in de fabriek werd geassembleerd de Ford Fiesta. Geconfronteerd met de dalende autoverkoop in Europa verhuisde de Ford Fiesta naar Valencia. In 2002 rolde de laatste auto van de band. Maar om het goede imago van Ford in het Verenigd Koninkrijk te behouden, specialiseerde de fabriek zich in motoren. In oktober 2012 werd aangekondigd dat de fabriek het met 1.000 werknemers minder zal moeten doen. Die avond werd op de BBC gezegd: "Dit is verwoestende nieuws voor de werknemers in Dagenham, maar ook verwoestend nieuws voor Britse industrie."